# Lijst van nummer 1-albums in de LP Top 50 in 1981
Onderstaande albums stonden in 1981 op nummer 1 in de LP Top 50, de voorloper van de Media Markt Album Top 40. De lijst werd samengesteld door de Stichting Nederlandse Top 40.
| Nummer | Datum        | Artiest                  | Titel                       |
| ------ | ------------ | ------------------------ | --------------------------- |
| 113    | 3 januari    | ABBA                     | Super Trouper               |
|        | 10 januari   | ABBA                     | Super Trouper               |
|        | 17 januari   | ABBA                     | Super Trouper               |
|        | 24 januari   | ABBA                     | Super Trouper               |
|        | 31 januari   | ABBA                     | Super Trouper               |
|        | 7 februari   | ABBA                     | Super Trouper               |
| 114    | 14 februari  | Neil Diamond             | The Jazz Singer             |
|        | 21 februari  | Neil Diamond             | The Jazz Singer             |
| 115    | 28 februari  | Madness                  | Absolutely                  |
|        | 7 maart      | Madness                  | Absolutely                  |
|        | 14 maart     | Madness                  | Absolutely                  |
| 116    | 21 maart     | Phil Collins             | Face Value                  |
|        | 28 maart     | Phil Collins             | Face Value                  |
|        | 4 april      | Phil Collins             | Face Value                  |
|        | 11 april     | Phil Collins             | Face Value                  |
| 117    | 18 april     | Ultravox                 | Vienna                      |
|        | 25 april     | Ultravox                 | Vienna                      |
|        | 2 mei        | Ultravox                 | Vienna                      |
|        | 9 mei        | Ultravox                 | Vienna                      |
|        | 16 mei       | Ultravox                 | Vienna                      |
|        | 23 mei       | Ultravox                 | Vienna                      |
| 118    | 30 mei       | Champaign                | How 'Bout Us                |
|        | 6 juni       | Champaign                | How 'Bout Us                |
|        | 13 juni      | Champaign                | How 'Bout Us                |
|        | 20 juni      | Champaign                | How 'Bout Us                |
|        | 27 juni      | Champaign                | How 'Bout Us                |
|        | 4 juli       | Champaign                | How 'Bout Us                |
|        | 11 juli      | Champaign                | How 'Bout Us                |
|        | 18 juli      | Champaign                | How 'Bout Us                |
|        | 25 juli      | Champaign                | How 'Bout Us                |
| 119    | 1 augustus   | ABBA                     | A van ABBA                  |
|        | 8 augustus   | ABBA                     | A van ABBA                  |
|        | 15 augustus  | ABBA                     | A van ABBA                  |
|        | 22 augustus  | ABBA                     | A van ABBA                  |
| 120    | 29 augustus  | Michael Jackson          | The Best of Michael Jackson |
| 121    | 5 september  | Electric Light Orchestra | Time                        |
|        | 12 september | Electric Light Orchestra | Time                        |
|        | 19 september | Electric Light Orchestra | Time                        |
| 122    | 26 september | The Rolling Stones       | Tattoo You                  |
|        | 3 oktober    | The Rolling Stones       | Tattoo You                  |
| 123    | 10 oktober   | Anita Meyer              | Shades of Desire            |
|        | 17 oktober   | Anita Meyer              | Shades of Desire            |
| 124    | 24 oktober   | Timi Yuro                | All Alone Am I              |
|        | 31 oktober   | Timi Yuro                | All Alone Am I              |
|        | 7 november   | Timi Yuro                | All Alone Am I              |
|        | 14 november  | Timi Yuro                | All Alone Am I              |
| 125    | 21 november  | The Police               | Ghost in the Machine        |
|        | 28 november  | The Police               | Ghost in the Machine        |
|        | 5 december   | The Police               | Ghost in the Machine        |
| 126    | 12 december  | Queen                    | Grootste hits               |
|        | 19 december  | Queen                    | Grootste hits               |
| 127    | 26 december  | ABBA                     | The Visitors                |

Lijsten van nummer 1-albums in de Nederlandse Album Top 100

1969 ·
1970 ·
1971 ·
1972 ·
1973 ·
1974 ·
1975 ·
1976 ·
1977 ·
1978 ·
1979 ·
1980 ·
1981 ·
1982 ·
1983 ·
1984 ·
1985 ·
1986 ·
1987 ·
1988 ·
1989 ·
1990 ·
1991 ·
1992 ·
1993 ·
1994 ·
1995 ·
1996 ·
1997 ·
1998 ·
1999 ·
2000 ·
2001 ·
2002 ·
2003 ·
2004 ·
2005 ·
2006 ·
2007 ·
2008 ·
2009 ·
2010 ·
2011 ·
2012 ·
2013 ·
2014 ·
2015 ·
2016 ·
2017 ·
2018 ·
2019 ·
2020 ·
2021 ·
2022 ·
2023 ·
2024 ·
2025

Lijsten van nummer 1-albums van de Stichting Nederlandse Top 40

1969 ·
1970 ·
1971 ·
1972 ·
1973 ·
1974 ·
1975 ·
1976 ·
1977 ·
1978 ·
1979 ·
1980 ·
1981 ·
1982 ·
1983 ·
1984 ·
1985 ·
1986 ·
1987 ·
1988 ·
1989 ·
1990 ·
1991 ·
1992 ·
1993 ·
1994 ·
1995 ·
1996 ·
1997 ·
1998 ·
1999 ·
2011 ·
2012 ·
2013 ·
2014 ·
2015
- Nederland
- Nederland (LP Top 50)